# Dossier Negro
Dossier Negro fue una revista de cómics publicada en España entre 1968 y 1988, alcanzando un total de 217 números a través de cinco editoriales diferentes: Ibero Mundial de Ediciones, Garbo Editorial, Ediciones Delta, Gyesa y Ediciones Zinco. Fue la primera de su país en centrarse en el género de terror.

## Historia
Dossier Negro fue la revista de cómics pionera en España en la temática del género del terror. También fue la más longeva de su género, llegando hasta 1988 y publicando 217 números más varios extras. La revista fue publicada por varias editoriales y tuvo desde su comienzo un gran número de guionistas y dibujantes españoles y publicó también relatos cortos.
Se publicó en dos formatos, taco y folio. Convivió con otras revistas de cómics de temática y aspecto similar como Fantom (ediciones Vértice), Creepy, Escalofrío, Espectros (ediciones Vértice), Horror  o Monstruos... En la mayoría de las diversas revistas publicadas en España el interior era en blanco y negro y las tapas en color, con un gran uso de la técnica del claro oscuro, similar a la de las clásicas películas antiguas de terror para reforzar la ambientación del género. Si bien las diversas revistas eran lo suficientemente distintas en los contenidos o en el público al que se dirigían como para diferenciarse. Las historias de Dossier Negro solían ser originales de autores españoles y no traducciones del género americanas o italianas, tampoco era tan frecuente la ciencia ficción o el erotismo explícito como en otras revistas de cómics españolas especializadas en esas temáticas, si bien dada su larga existencia y las varias editoriales por las que pasó la revista, sus contenidos tuvieron cambios, en algunos casos relacionados con la línea personal de los artistas que publicaban con sus gustos personales de pasado a tinta, claro-oscuro, guiones...etc. Dossier Negro publicó además obras publicadas en las otras revistas.

### Formato taco
Los 18 primeros números con un precio de 25 pesetas, se publicaron en formato taco (15x21 cm.), desde número 1 aparecido en 1968 hasta el número 18 de 1970.
Las portadas de los primeros 18 números fueron magistralmente dibujadas por los portadistas Roy Jim y Marti Ripoll y aunque los nombres de los dibujantes de las viñetas que aparecen en sus páginas no figuran en ningún lugar, se pueden ver las firmas de Alfonso Font, Velasco y Del Árbol.
Fue sin duda del número 1 al 18 cuando la revista Dossier Negro contó las historias más terroríficas y mejor narradas de la historia del tebeo de terror en~ España ya que las incursiones en el terreno de la ciencia ficción o la fantasía eran prácticamente inexistentes y los guiones se ceñían a relatar historias espeluznantes llenas de asesinos, fantasmas, leyendas extrañas y venganzas de ultratumba. Sus dibujos eran concretos y precisos, ciñéndose a la acción sin fugas ni inclinaciones al erotismo o a la mostración explícita de imágenes sanguinolentas, consiguiendo de esta manera relatos de terror puro.

### Formato folio
El formato folio apareció con el número 19 de 1970 al número 217 de 1988. Con lomo hasta el número 98, y con grapas a partir del 99 y hasta su final y 8 especiales (noviembre de 1972, verano 1973, invierno 1973, extra n.º 100, extra n.º 200, extra vampiros, extra ciencia ficción verano 1976, número especial Esteban Maroto). En su formato folio también contaba buenas historias de miedo hasta más o menos el número 90/100, a partir de los cuales fue cambiando el terror gótico por las historias de ciencia ficción y los dibujantes "abstractos".
Las portadas que tuvo Dossier Negro a partir del número 18 hasta el número 31 estuvieron dibujadas por el portadista Mati Ripoll siendo estas una muestra ejemplar de la buena ilustración del tebeo de terror y constituyendo cada una de ellas una verdadera obra de arte macabro; aunque en el futuro se trató de imitar ese estilo hasta la saciedad, no se consiguió llegar al grado de perfección en el trazo, la forma y el color del autor en esta época y en esta publicación. Los relatos que acompañaban tan estupendas portadas tampoco se quedaron a la zaga pues seguían narrando buenas historias de vampiros, hombres lobo y espectros.
Los habituales dibujantes de estos primeros números fueron Miguel Gómez Esteban (Michael G. Esteban), Rocco Mastroserio, L. Sánchez, Gray Morrow, Alfonso Font, Syd Shores, Donald Norman, A. Pérez, Jay Taycee, Reed Crandall, Cueto, Bill Stillwell, H. Castellón, Maurice Whitman, L. Ortiz, Juan (Joan) Boix, Patt Boyette, Navarro C., Frank Bolle, Jorge Badia, Tom Sutton, Roger Brand, Franch, Fulgencio, Joe Orlando, Dan Adkins, Ralph Reese, Richard Bassford, Bill Everett, Eugene Colan, Al Williamson, John Severin, Serg Moren, Doug Wildey, Carlo Peroni, Sanho Kim, Billy Graham, Neal Adams, Gary Kaufman, Clif Jackson, Syd Shores entre otros.

## Primera época: 1968-1974
Ibero Mundial de Ediciones editó los primeros 67 números, adoptando el formato y las características una publicación "seria", para escapar de la censura ejercida por la Comisión de Publicaciones Infantiles y Juveniles, la cual pretendía controlar todo cómic susceptible de "caer en manos del niño", aunque especificase en su portada que se dirigía a un lector adulto. Éstas solían estar ilustradas por Josep Martí Ripoll en sus primeros números.
Aparte de historietas breves de terror procedentes de Bardon Art, Gino Sansoni, Skywald Publishing Corp. o Warren Publishing y las producidas por Joan Boix, Carrillo, Miguel Gómez Esteban o Alfonso Font, incluía:
| Aparición | Números | Título                                                     | Título original | Escritor         | Ilustrador                | Tipo       | Procedencia           |
| --------- | ------- | ---------------------------------------------------------- | --------------- | ---------------- | ------------------------- | ---------- | --------------------- |
|           | 24-     | Los pavorosos y espeluznantes shocks del tremendo Figueras |                 | Alfons Figueras  | Alfons Figueras           | Cómico     |                       |
|           | 33-     | Historias de fantasmas                                     |                 | Luis Vigil       | Gómez Esteban             | Artículos  |                       |
|           | 47-     | La masa                                                    |                 | Chuck McNaughton | Ross Andru, Mike Esposito | Historieta |                       |
|           | 52-     | Drácula el vampiro                                         |                 | Alfredo Castelli | Antonio Sciotti           | Historieta | Sansoni Editore, 1969 |
|           | 55-58   | Nosferatu                                                  |                 | Alan Hewetson    | Zesar                     | Historieta |                       |

## Segunda época: 1974-1979
Tras adquirir Ibero Mundial, Garbo Editorial produjo los números 68 a 124 de "Dossier Negro".
| Aparición | Números | Título                                       | Título original | Escritor                             | Ilustrador                     | Tipo       | Procedencia |
| --------- | ------- | -------------------------------------------- | --------------- | ------------------------------------ | ------------------------------ | ---------- | ----------- |
|           | 72-     | Los dossiers de sir George                   |                 | Luis Vigil                           | Auraleon                       | Relatos    |             |
|           | 77-     | La saga de las víctimas                      |                 | Alan Hewetson                        | Suso                           |            |             |
|           | 86-     | La cosa del pantano                          |                 | Len Wein                             | Berni Wrightson                | Historieta | DC Comics   |
|           | 91-92   | Relatos de fantasmas y espectros             |                 | Leo Dorfman                          | Fred Alcalá, Ernie Chua        | Historieta | DC Comics   |
|           | 94-     | Dax el guerrero                              |                 | Esteban Maroto                       | Esteban Maroto                 | Historieta |             |
|           | 94-     | Leyendas de terror/El hombre en sus leyendas |                 | Manuel Domínguez Navarro, J. L. Roig | Josep Maria Beá, M. G. Esteban | Artículos  |             |
|           | 113-115 | Sombra de luna                               |                 | Bob Toomey                           | José Ortiz                     | Historieta | Warren      |
|           | 121-    | Ángeles caídos                               |                 | Guillermo Saccomano                  | Leo Duranona                   | Historieta |             |

## Tercera época: 1979-1981
Ediciones Delta, números 125 a 149.
| Aparición | Números | Título             | Título original | Escritor          | Ilustrador     | Tipo       | Procedencia |
| --------- | ------- | ------------------ | --------------- | ----------------- | -------------- | ---------- | ----------- |
|           | 125-130 | MacTavish          |                 | Alabaster Redzone | Moreno Casares | Historieta |             |
|           | 132-    | Luke Jarvis        |                 |                   |                |            |             |
|           | 132-    | Atenea             |                 | Cubero            | Cubero         |            |             |
|           | 133-134 | El intruso         |                 | Don McGregor      | Paul Gulacy    |            |             |
|           | 136-151 | Buscando la muerte |                 |                   |                |            |             |
|           | 140-150 | Starhawk           |                 |                   |                |            |             |
|           | 147-    | Pantha             |                 | Rich Margopoulos  | José Ortiz     |            |             |

## Cuarta época: 1982-1986
Gyesa, desde el número 150.
| Aparición | Números          | Título                      | Título original | Escritor                 | Ilustrador                  | Tipo       | Procedencia |
| --------- | ---------------- | --------------------------- | --------------- | ------------------------ | --------------------------- | ---------- | ----------- |
|           | 151-195          | Larry Mannino - Distrito 56 |                 |                          |                             |            |             |
|           | 151-161, 165-170 | Nekradamus                  |                 |                          | Horacio Lalia               | Historieta |             |
|           | 151-182          | El Eternauta                |                 | Héctor Germán Oesterheld | Francisco Solano López      | Historieta |             |
|           | 166-173          | La casa del diablo'         |                 |                          | José Ortiz                  | Historieta |             |
|           | 180-             | Comando Monster             |                 | J.M.De Matteis           | Pat Broderick, John Celardo | Historieta |             |
|           | 183-             | Yo... Vampiro!              |                 | J.M.De Matteis           | Tom Sutton                  | Historieta |             |

## Quinta época: 1986-1988
Ediciones Zinco retomó la revista a partir del número 202.
| Aparición | Números | Título              | Título original | Escritor   | Ilustrador                      | Tipo       | Procedencia |
| --------- | ------- | ------------------- | --------------- | ---------- | ------------------------------- | ---------- | ----------- |
|           | 207-214 | La cosa del pantano |                 | Alan Moore | Stephen Bissette, John Totleben | Historieta | DC Comics   |